# جمشید جمشیدیان
ارباب جمشید جمشیدیان، معروف به ارباب جمشید (زادهٔ ۱۲۲۹ خورشیدی در یزد – درگذشته ۱۶ دی ماه ۱۳۱۱ خورشیدی در تهران) از بازرگانان و ثروتمندان و ملاکان مشهور زرتشتی در عصر قاجاریه، و نخستین نمایندهٔ زرتشتیان در مجلس شورای ملی بود. هرچند او در مجلس اول رسماً از نمایندگان صنف تجار تهران بود نه نماینده زرتشتیان. ارباب جمشید همچنین از بنیان‌گذاران بانک ملی ایران به‌شمار می‌آید. مراودات او با دربار قاجاریه، کارهای عام‌المنفعهٔ او و همچنین تأثیرگذاری او در روند منجر به پیروزی انقلاب مشروطیت در تاریخ معاصر ایران مشهور است. وی سرانجام بر اثر رقابت با بانک‌های بزرگ خارجی در دوران خویش ورشکست گردید و با فقر و فلاکت از دنیا رفت. خیابان و محله‌ای به نام او هنوز هم در تهران مشهور است.

## کودکی و جوانی
ارباب جمشید جمشیدیان در سال ۱۲۲۹ خورشیدی (معادل با ۱۲۶۷ هجری قمری) در شهر یزد و در خانواده‌ای زرتشتی به‌دنیا آمد. پدرش، بهمن، او را در سن یازده سالگی برای کار در تجارتخانه ارباب رستم دینیار به او سپرد و تا سن بیست سالگی در آنجا مشغول به کار بود. وی سپس برای خودش تجارتخانه کوچکی در بروجرد و سپس در بندرعباس ایجاد نمود و به تجارت لباس و پارچه و منسوجات و … مشغول گردید. پس از مهاجرت به تهران در سال ۱۲۹۰ هجری قمری، در سرای مشیرخلوت مشغول به فعالیت شد. در تهران وی علاوه بر کار خود، به کشاورزی، تجارت و صرافی و سپس به بانکداری پرداخت و در ۳۵ سالگی شعبه‌های متعدد صرافی خود را در بازار تهران دایر کرد.
بدین ترتیب او به تدریج از تُجّار عمده و معروف بازار تهران شد و موفق گردید تا شعبه‌هایی از تجارتخانه خود (تجارتخانه جمشیدیان) را در بیش از ۱۲ شهر کشور دایر کند و بعدها شعبه‌هایی از این تجارتخانه را در بغداد، بمبئی، کلکته و پاریس نیز تأسیس نمود. وی همچنین در پی گسترش دامنه فعالیت‌های تجاری خود، در ۱۳۱۱ بانک جمشیدی را نیز تأسیس نمود.

## ارتباطات و مراودات با دربار قاجار
ارباب جمشید در سالهای ۱۳۰۸ و ۱۳۰۹ هجری قمری به عنوان تاجر معتبر با ناصرالدین شاه قاجار ارتباط پیدا کرده و به دربار او راه یافت. از آن زمان تا پایان حکومت قاجار وی با دربار قاجاریه مراوده داشت و در دربار مظفرالدین‌شاه نیز وی منشأ خدمات بسیاری به شاه و درباریان بود. از جمله جمشیدآباد (جمالزاده کنونی) را که از جمله املاک شخصی وی بود، به عنوان تفرجگاه در اختیار شاه و اهالی حرمش می‌نهاد و هرگاه شاه به آنجا می‌رفت ارباب جمشید به وی سینی اشرفی تقدیم می‌کرد. در نتیجه همین قبیل خدمات، مظفرالدین‌شاه در سال ۱۳۲۱ه‍.ق وی را به لقب رئیس‌التجاری و دریافت نشان و جبّه و شال سرفراز کرد. وی در صرافی خود به امور مالی درباریان و دولتمردان نیز می‌پرداخت و با بسیاری از آنها، از جمله با میرزا علی اصغر خان اتابک اعظم (معروف به امین السلطان)، دوستی داشت. بسیاری از رجال آن زمان، به‌ویژه حاکمان یزد و کرمان، از او وام می‌گرفتند و چون مدیون او بودند به وضع زرتشتیان آن شهرها رسیدگی می‌کردند، حتی شخص محمدعلی‌شاه و خانواده‌اش نیز از تجارتخانه جمشیدیان مبالغی قرض می‌گرفتند که بازپرداخت آن برعهده عده‌ای از تجار و ملاکین می‌افتاد!. ارباب جمشید، همچنین در سال ۱۳۲۶ه‍.ق از طرف محمدعلی شاه قاجار به ریاست مخزن دولتی منصوب گردید. در این زمان او لباس قشون، اعم از قزاقخانه و سربازخانه، را تأمین می‌کرد.

## آبادانی‌ها و اقدامات عام‌المنفعه

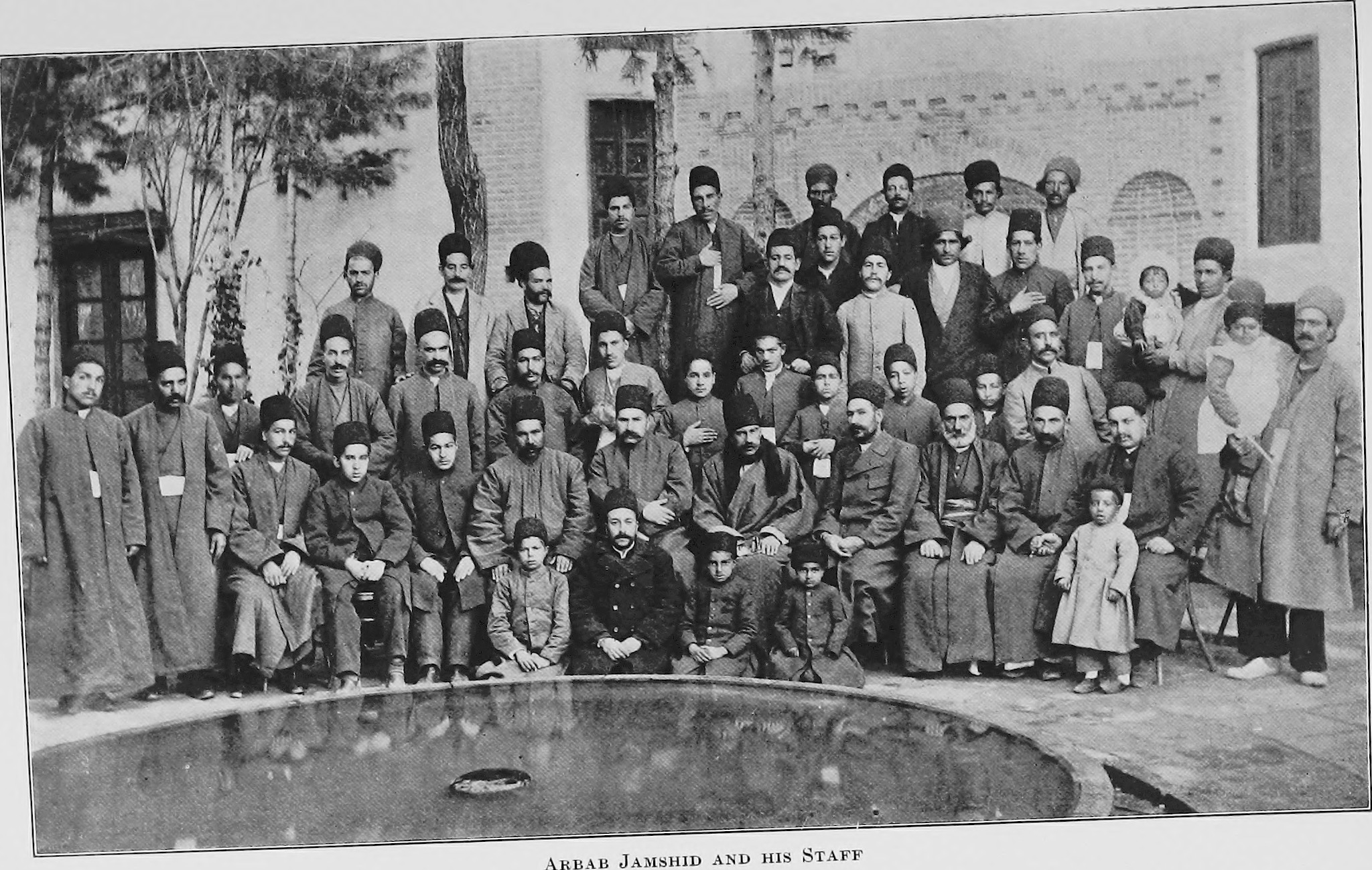
ارباب جمشید و کارکنانش

ارباب جمشید علاوه بر فعالیت‌ها و آبادانی‌های چشمگیری که در املاک جمشیدآباد و امیرآباد خود انجام داده بود، در تابستان‌ها که آب جنوب تهران کم بود، آب قنات‌های جمشیدآباد و امیرآباد را به رایگان، برای جبران کمبود آب این منطقه به آن روانه می‌نمود. وی برای رسیدگی به مستمندان و اطعام فقرا اهتمام ویژه داشت. ساخت چند آب‌انبار و سقاخانه (به ویژه در شهرهای یزد و نیز در مسیر بین بندرعباس و یزد) و ساخت چند مدرسه (از جمله مدرسه جمشید جم) و همین‌طور چند گرمابه رایگان برای زرتشتیان از جمله کارهای اوست. ارباب جمشید در امور دینی و زرتشتی گری خود نیز علاقه‌مند بود، طوری‌که موبد ویژهٔ خانواده خود را از یزد آورده بود و با توجه به نبودن محل مخصوص (آتشکده) برای عبادت زرتشتیان تهران، در منزل شخصی اش محلی را برای امور دینی زرتشتیان اختصاص داده بود. از طرفی وی به مراسم عزاداری حسین بن علی نیز کمک مالی می‌کرد و در روزهای عزاداری تعدادی اسب و درشکه و قاطر (ظاهراً به منظور استفاده در مراسم شبیه خوانی) در اختیار دسته‌های سوگوار می‌گذاشت و در شب‌های اول ماه نیز به امور نیازمندان رسیدگی می‌کرد. تعمیر تکایا و پرداخت هزینهٔ سفر کربلا و مشهد به علاقه‌مندان نیازمند، از جمله دیگر اقدامات اوست.

## نقش او در مشروطیت
مقارن نهضت مشروطه، او کمک مالی بسیاری به مشروطه‌خواهان کرد؛ و از جمله پارک جمشیدآباد (جمالزاده کنونی) را در موقع ورود ستارخان و باقرخان و شاهسون‌ها محل توقف و سکونت و پذیرایی از آنان قرار داد. تنها یک فقره از کمک‌های او به مشروطه طلبان، پرداخت بیست هزار تومان بود. همچنین در اوج درگیری‌های مشروطه‌خواهان با نیروهای حامی استبداد، به دستور وی اسلحه و مهمات را در عدل‌های پارچه و پنبه جاسازی می‌کردند و از بوشهر به تهران می‌فرستادند. وی همچنین در زمان تحصن بازرگانان و بازاریان تهران در سفارت انگلیس برای حمایت از مشروطه، به واسطه حاج محمدتقی بنکدار هشت هزار تومان برای تأمین هزینه‌های متحصنین پرداخت.

## انتخاب به نمایندگی مجلس
آن طور که ناظم‌الاسلام کرمانی در کتاب تاریخ بیداری ایرانیان نوشته‌است، پس از آن که مظفرالدین‌شاه قاجار در سال ۱۳۲۴هجری قمری فرمان مشروطیت را امضا کرد، موضوع ورود اقلیت‌های مذهبی به مجلس شورای ملی مطرح شد. البته ارامنه و کلیمیان دفاع از حقوق خود را بر عهده سید محمد طباطبایی و سید عبداللّه بهبهانی گذاشتند، اما زرتشتیان خواستار کسب یک کرسی در مجلس شدند، که با آن موافقت شد و ارباب جمشید به عنوان اولین نمایندهٔ زرتشتیان در مجلس شورای ملی برگزیده شد. البته در دوره دوم مجلس، ارباب جمشید به سبب گرفتاری‌های شغلی و بیماری، حاضر به پذیرش وکالت مجلس نشد و میرزا کیخسرو شاهرخ (که بعدها به ارباب کیخسرو شاهرخ معروف شد) را به جانشینی خود معرفی کرد و زرتشتیان نیز، به پیروی از وی، به کیخسرو شاهرخ رأی دادند.

## نقش در تأسیس بانک ملی
در سال ۱۲۸۲ه‍.ش مطابق با ۱۰ شوال ۱۳۲۴ه‍.ق تجار عضو مجلس و خارج از آن، در اطلاعیه‌ای قصد خود را برای تأسیس بانک ملی ایران اعلام کردند و مقرر شد تا زمان تأسیس بانک، مردم پول‌های خود را به چند فرد مشخص شده (از جمله ارباب جمشید) تحویل دهند و رسید دریافت کنند. این امر مقدمهٔ تأسیس بانک ملی ایران بود و پس از چندی ارباب جمشید را به تکاپو برای تأسیس این بانک ایرانی واداشت. بدین ترتیب ارباب جمشید خود از سهام‌داران عمده و از مؤسسان و بنیان‌گذاران بانک ملی ایران محسوب می‌شود.

## ورشکستگی و عاقبت کار
شعبه‌های تجارتخانه ارباب جمشید در سرتاسر ایران علاوه بر فعالیت‌های بازرگانی کارهای بانکی را نیز انجام می‌دادند، طوری‌که به زودی به صورت رقیبی برای بانک‌های خارجی فعال در ایران یعنی بانک شاهی انگلیس و بانک استقراضی روس درآمد و از طرفی صرافان و تجار بزرگی همچون او از رقبای اصلی بانک‌های شاهنشاهی انگلیس و استقراضی روس در ایران به‌شمار می‌آمدند. به همین دلیل این بانک‌ها در صدد برآمدند اقداماتی علیه ارباب جمشید انجام بدهند و چون ارباب جمشید در حدود سیزده میلیون تومان از بانک استقراضی و دو میلیون تومان از بانک شاهنشاهی وام گرفته بود، این بانک‌ها دستاویز مناسبی علیه او در دست داشتند و بدین ترتیب ابتدا بانک استقراضی و سپس بانک شاهنشاهی خواستار وصول مطالباتشان از وی شدند و هم‌زمان به جمع‌آوری مطالباتشان از بازاریان پرداختند. ارباب جمشید، توان پرداخت این مطالبات را علی‌رغم حمایت‌های دولت وقت از او و مصادره بخشی از اموالش همچون تجارتخانه‌های او در کرمان و اصفهان و همین‌طور پارک اختصاصی اش یعنی پارک اتابک (که بعدها به سفارت روس تبدیل شد) را نداشت و نهایتاً پس از مقاومتهای فراوان اعلام ورشکستگی نمود. در این زمان مشکلات مالی وی، با افراد گوناگون، از جمله آصف‌الدوله، نیز به اوج خود رسید و با آن که کمیسیون حل اختلاف به ریاست مخبرالسلطنه در مورد واگذاری املاک خمسه ورثه آصف‌الدوله به ارباب جمشید اقداماتی به انجام رساند، اما وی هرگز زیر بار این مشکلات مالی کمر راست نکرد.
بنابر گزارشی که وثوق‌الدوله به مجلس شورای ملی داد، درآمد املاک ارباب جمشید بیش از ۵۹ هزار تومان بود. امیرنظام قراگوزلو وزیر مالیه املاک او را شامل ۲۳ پارچه ملک با درآمد سالیانه ۲۷ هزار تومان اعلام کرد که در رهن بانک استقراضی بود و یازده باب منزل مسکونی و تعدادی دکان و مستغلات در تهران که در رهن بانک شاهنشاهی بود.
در حدود سال ۱۲۹۷ خورشیدی وثوق‌الدوله نخست‌وزیر وقت ۱۵۲ هزار تومان از خزانه دولت برداشت کرد تا روستای مردآباد کرج را که به ارباب جمشید تعلق داشت، برای دولت بخرد. این روستا را ارباب جمشید از خانواده سالارالدوله خریده بود. اما ارباب جمشید مدعی شد که تنها پنج هزار تومان دریافت کرده و ۳۷ هزار و پانصد تومان را وثوق‌الدوله برای خودش برداشته و بقیه پول را هم میان دیگرانی که دست اندرکار برداشت پول و خرید ملک بوده‌اند تقسیم کرده‌است. ارباب جمشید به عدلیه شکایت کرد اما وثوق‌الدوله در خارج بود و هیچگاه برای پاسخ به این اتهام در دادگاه حاضر نشد.

## سرانجام او و مرگش
ارباب جمشید، پس از اعلام ورشکستگی، فاضل عراقی را به وکالت خود انتخاب کرد و به منظور معوق ماندن پرونده، مبالغی رشوه داد؛ اما، با افزایش شکایتها، دولت مجبور به رسیدگی شد و دادگاه در یازدهم دی ماه ۱۳۰۲ وی را محکوم به پرداخت مطالبات مردم کرد و اندکی بعد او و وکیلش را به جرم پرداخت رشوه بازداشت کردند. فاضل عراقی پس از دو ماه آزاد شد، اما ارباب جمشید مدتی در بازداشت به سر برد و بعد از آن نیز تا آخر عمر خویش در گیر ودار امورات عدلیه (دادگستری) بود. ارباب جمشید، پس از آزادی، تقریباً تمام ثروتش را از دست داده بود و گرچه بنابه مندرجات یکی از صورت‌جلسات انجمن زرتشتیان تهران گروهی از همکیشان او قصد همراهی او برای گشایش کارش را داشتند، اما وی با مناعت طبع این کمک را نپذیرفت.
سرانجام وی در شانزدهم دی ماه سال ۱۳۱۱ خورشیدی پس از ۸۲ سال زندگی و در حالیکه از مال دنیا چیز چندانی برایش باقی نمانده بود، درگذشت.